# أغوستين ميراندا (لاعب كرة قدم)
أغوستين ميراندا (بالإسبانية: Agustín Miranda)‏ هو لاعب كرة قدم أوروغواياني في مركز الوسط، ولد في 28 نوفمبر 1992 في مونتيفيديو في الأوروغواي. لعب مع سنترال إسبانيول.

## وصلات خارجية
- أغوستين ميراندا على موقع قاعدة بيانات كرة القدم.إي يو (الإنجليزية)
- أغوستين ميراندا على موقع Soccerway.com (الإنجليزية)